# Шпигунка (фільм)
«Шпигунка» (англ. «Spy») — американський комедійний фільм із елементами бойовика режисера і сценариста Пола Фіга. Головну роль спеціальної агентки Сьюзен Купер, жіночої комедійної версії Джеймса Бонда, зіграла Мелісса Маккарті. Основну лиходійку зіграла Роуз Бірн, тоді як Джейсон Стейтем і Джуд Лоу — колег Сьюзен Купер.

## Сюжет

Меліса Маккарті, Serduchka Band і сама Вєрка Сердючка

Сьюзен Купер (Мелісса Маккарті) все своє життя мріяла стати секретною агенткою і навіть влаштувалася працювати в ЦРУ, але в підсумку займає досить нудну посаду — вона сидяча аналітикиня і координаторка агента-шпигуна Бредлі Файного (в оригіналі Бредлі Файн). Одного разу, Файний вирушає до Болгарії, щоб вивідати у Тихомира Бояновського (в оригіналі Тихомир Боянов), де той ховає потужну ядерну бомбу.
Через безглузду випадковість агент Файний ненавмисно вбиває Бояновського, а бомби в його оточенні не виявляється — перед смертю Бояновський встигає сказати, що тільки він знає, де знаходиться бомба. ЦРУ вдається дізнатися, що можливо, дочка Тихомира — Райка Бояновська (в оригіналі Рейна Боянова) може знати місце розташування бомби і відправляє до неї в будинок шпигуна Бредлі Файного.
Шпигун потрапляє в пастку: він застрелений Рейною, яка чудово знає в обличчя всіх провідних агентів управління. ЦРУ вирішує підіслати до Бояновської нового агента. Сьюзен, ніде до того не «засвітилася» і має велике бажання помститися за смерть агента Файного (їй він симпатизує, і навіть більше) — вона викликається доброволицею. Управління дає добро, але за умови, що Сьюзен не буде намагатися вступити в будь-який контакт з Бояновською. Але обставини складаються так, що Сьюзен доводиться все робити по-своєму. Спочатку їй дають легенду, що вона багатодітна мати, яка вирушила до Парижу на екскурсію. Там Сьюзен зустрічає Ріка Форда (теж агента ЦРУ), який мав за мету сам виконати завдання Сьюзен Купер.
На вулиці йому підміняють рюкзак, а Сьюзен помічає це і намагається наздогнати Ріка Форда. Цей епізод відбувається на площі, де Вірка Сердючка дає концерт. Не вагаючись, Сьюзен Купер вилазить на сцену та, відштовхуючи Сердючку, забирає мікрофон, і говорить Ріку Форду, що його наплічник підмінили.
У рюкзаку виявляється бомба, що вибухне через мить. Проте Рік знаходить вихід і відкидає рюкзак у річку Сена. Так шпигунка Сьюзен Купер рятує багато людей, а потім кидається в навздогін за тим, хто підмінив рюкзак з бомбою, починаючи нову пригоду, що приведе її до Райки Бояновської.
Через деякий час Сьюзен потрапляє в казино у місті Рим та рятує життя Райці Бояновській, на що вона віддячує, запропонувавши полетіти до Будапешту. У літаку відбувається бійка та стрілянина, шпигунка рятує літак від катастрофи і представляється Райці Бояновській її особистою охоронницею, начебто її батько Тихомир Бояновський призначив Сьюзен захищати Райку.
Потім відбувається багато різних пригод: смерті, зради, вбивства. Та Сьюзен Купер достойно їх минає і потрапляє на зустріч Райки Бояновської з терористом Дудаєвим, що хоче купити в неї атомну бомбу. Угода зривається, проте Купер знаходить вихід і з цієї ситуації — вона проникає до гвинтокрила Дудаєва, вбиває його і забирає бомбу.

## У ролях
| Актор             | Роль                                                    | Український дубляж         |
| ----------------- | ------------------------------------------------------- | -------------------------- |
| Мелісса Маккарті  | Сьюзен Купер аналітикиня і координаторка Бредлі Файного | Олена Узлюк                |
| Джуд Лоу          | Агент Бредлі Файний спецагент ЦРУ                       | Іван Розін                 |
| Джейсон Стейтем   | Рік Форд спецагент ЦРУ                                  | Михайло Жонін              |
| Роуз Бірн         | Райна Буянова лиходійка родом з Болгарії                | Катерина Брайковська       |
| Еллісон Дженні    | Елейн Крокер Директорка ЦРУ                             | Ольга Радчук               |
| Міранда Гарт      | Ненсі Артінгстейлан аналітикиня ЦРУ, подруга Сьюзен     | Наталя Романько-Кисельова  |
| Боббі Каннавале   | Серджіо Де Лука                                         | Андрій Твердак             |
| Пітер Серафіновіч | Альдо агент в Італії                                    | -                          |
| Морена Баккарін   | Карен Вокер спецагентка ЦРУ                             | Катерина Буцька            |
| Джессіка Чаффін   | Шерон аналітикиня і координаторка Ріка Форда            | -                          |
| Раад Раві         | Тихомир Бояновський продавець ядерної бомби             | -                          |
| Бйорн Густафссон  | Антон охоронець Райки                                   | -                          |
| Річард Брейк      | Терорист Дудаєв                                         | -                          |
| Кертіс Джексон    | 50 Cent американський репер, актор, підприємець         | -                          |
| Андрій Данилко    | Вєрка Сердючка суперзірка, що дає концерт у Парижі      | Свій голос (не дублювався) |

### Український дубляж
Фільм дубльовано студією «Постмодерн» на замовлення компанії «Deluxe Digital» у 2015 році.
1. Перекладач — Сергій Ковальчук
2. Режисерка дубляжу — Катерина Брайковська
3. Звукорежисер — Олександр Мостовенко
4. Менеджерка проєкту — Ірина Туловська
5. Диктор — Кирило Нікітенко

## Цікаві факти
- Андрій Данилко в образі Вєрки Сердючки знявся в епізодичній ролі у фільмі «Шпигунка», прем'єра якого відбулася 22 травня 2015 в Нью-Йорку (в Україні 4 червня 2015). За сюжетом фільму Сердючка виконує пісню, що лунала на «Євробаченні» у 2007-му році, «Dancing Lasha Tumbai», на вулицях Парижа, де головні герої мали вести перестрілку. Пісня Вєрки Сердючки «Dancing Lasha Tumbai» у фільмі лунає у Парижі двічі: в аеропорту та на концерті. Вєрка Сердючка також побувала на прем'єрі фільму. Яскрава виконавиця не просто пройшлася по червоній доріжці в Нью-Йорку, але й позувала фотографам разом з голлівудськими акторами, серед яких були Джейсон Стейтем, Меліса Маккарті і Джуд Лоу. До речі, відразу після цього артистка виступила на гучній вечірці, де Мелісса Маккарті станцювала з Вєркою Сердючкою. Перед початком виступу Сердючка зі сцени дала своє благословення фільму і побажала величезних касових зборів.

## Виробництво
У червні 2013 року Пол Фіг заявив, що він розробляє ідею шпигунської комедії «Susan Cooper» для кінокомпанії 20th Century Fox. Фіг сам писав сценарій і планував поставити картину, він також почав пошук актриси на головну роль. 12 листопада Fox назвав дату прем'єри — 22 травня 2015. 28 березня 2014 фільм змінив назву на «Spy». Зйомки почалися 31 березня в Будапешті (Угорщина).

### Кастинг
25 липня 2013 актрису Мелісу Маккарті затвердили на головну роль. 17 жовтня до неї приєдналася Роуз Бірн. 21 жовтня Джейсон Стейтем зустрівся з Полом Фігом, щоб обговорити свою участь у фільмі; 26 лютого 2014 він офіційно приєднався до фільму.
6 березня 2014 актор Джуд Лоу вступив у заключну частину переговорів про свою участь у фільмі. Нарґіз Факхрі приєдналася до фільму 12 березня. Повідомлялося, що вона зіграє одного з таємних агентів. 28 березня до фільму приєдналися  Еллісон Дженні, яка зіграла главу ЦРУ, Боббі Каннавале і Міранда Гарт.
Маккарті зіграла Сьюзен Купер, аналітика ЦРУ, яка вирушає в розвідку, щоб знайти людину, відповідальну за смерть її коханого — вишуканого супершпигуна, якого зіграв Джуд Лоу. Стейтем зіграв самовпевненого, але незграбного шпигуна; Каннавале виконав роль лиходія, італійського плейбоя.

## Дійові особи
- Сьюзен Купер — невезуча одиначка: неодружена, бездітна, не модельної зовнішності і з нещасливою кар'єрою. У дитинстві мати щоразу повторювала їй: «Сьюзен, закоти губисько!». Однокласники, звичайно, кепкували, а бойфренда в неї зроду не було. Словом, стандартний укомплектований пакет відчайдушного лузера.
- Суперагент Файний — гарний і досконалий, як Бог; крутий і хитрий, як Борн; вишуканий і піжонистий, як Бонд — і сприймає її лише як «друзяку».
- «Лиходії» Райка Боянова (в оригіналі Райна) і терорист Дудаєв красномовно нагадують, що в американському бойовику кров із носа має бути горезвісна «русская мафия» (читай «слов'янська» чи «російська», оскільки Райка — болгарка, а Дудаєв, зрозуміло, — чеченець). З іншого боку, поява у сценарії людини з прізвищем Дудаєв (одного із знакових ворогів РФ, що виступав за незалежність Чечні) саме сьогодні здається явно невипадковою.[10]
- Вєрка Сердючка — відома суперзірка, яка дає концерт у Парижі.

## Нагороди і номінації
| Нагороди та номінації фільму «Шпигунка» | Нагороди та номінації фільму «Шпигунка»            | Нагороди та номінації фільму «Шпигунка» | Нагороди та номінації фільму «Шпигунка» | Нагороди та номінації фільму «Шпигунка» | Нагороди та номінації фільму «Шпигунка» |
| Рік                                     | Нагорода                                           | Категорія                               | Номінант                                | Результат                               | Дж                                      |
| --------------------------------------- | -------------------------------------------------- | --------------------------------------- | --------------------------------------- | --------------------------------------- | --------------------------------------- |
| 2016                                    | 73-тя церемонія вручення нагороди «Золотий глобус» | Найкращий фільм — комедія або мюзикл    | стрічка                                 | Номінація                               | [ 11 ]                                  |
| 2016                                    | 73-тя церемонія вручення нагороди «Золотий глобус» | Найкраща акторка — комедія або мюзикл   | Меліса Мак-Карті                        | Номінація                               | [ 11 ]                                  |